# Frente de la Libertad
El Frente de la Libertad Plus (en afrikáans: Vryheidsfront Plus, VF+) es un partido político sudafricano que defiende la autodeterminación de los afrikáneres. Proponen la creación de un Volkstaat en el suroeste de la Provincia del Cabo del Norte.
Surgió con el nombre de Frente de la Libertad con motivo de las primeras elecciones democráticas de 1994, para suplir la falta de participación del extinto Partido Conservador.[cita requerida]
En las elecciones generales de 2019, el VF+ aumentó su voto hasta el 2,38 %, consiguiendo alcanzar los 10 parlamentarios nacionales Este aumento se explica por la suma de apoyo proveniente de la población hablante del afrikáans (blancos y coloureds), de tendencia conservadora. Junto con otros partidos menores el FF Plus entró en coalición de derecha la Alianza Democrática (DA) después de las elecciones municipales de 2016 para gobernar Johannesburgo.

## Resultados electorales
|  | 2.17 % |

|  | 0.80 % |

|  | 0.89 % |

|  | 0.83 % |

|  | 0.90 % |

|  | 2.38 % |